# Theodor Pröpper

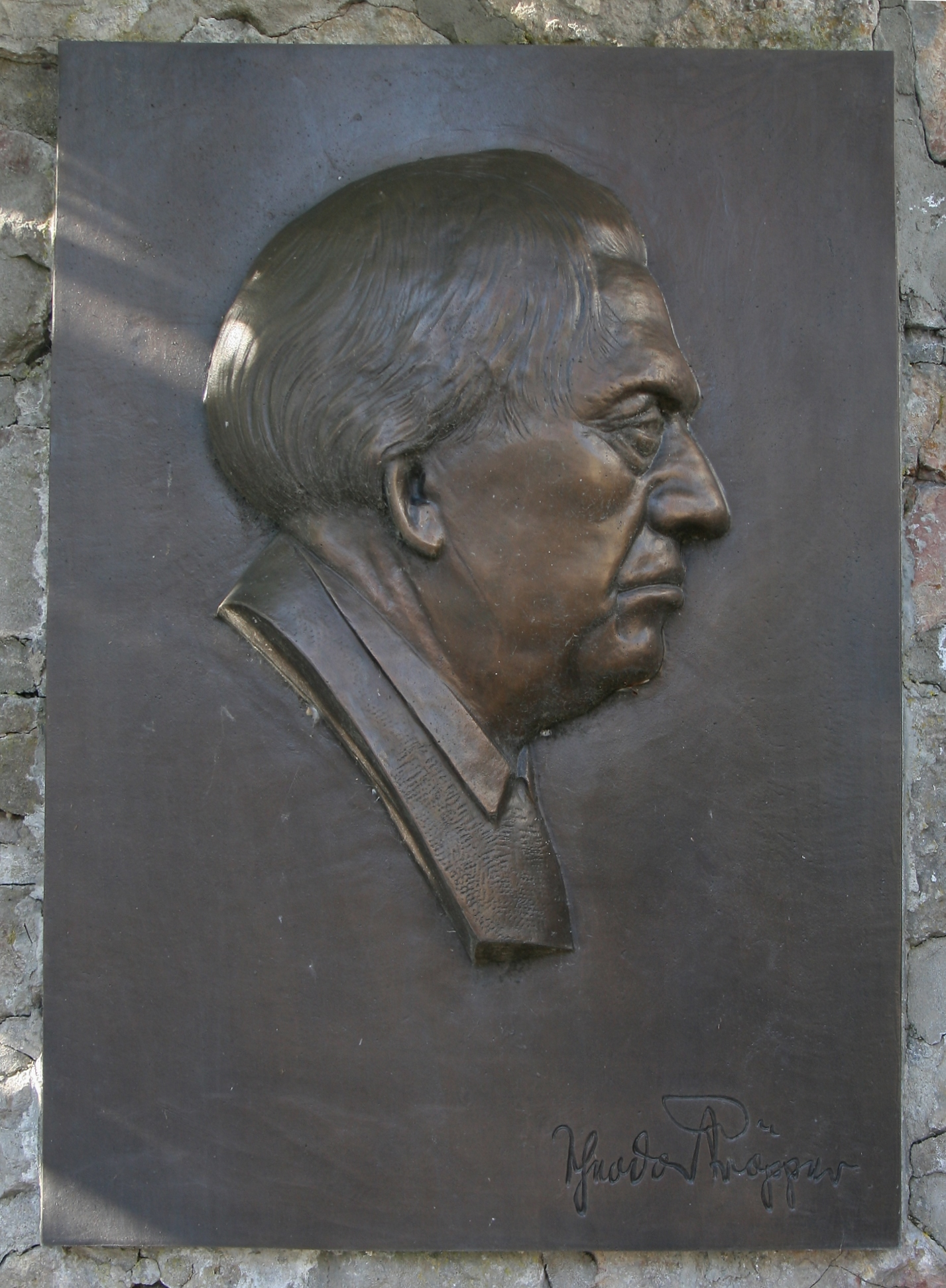
Theodor Pröpper
Relief am Hoffmeister-Pröpper-Brunnen in Balve

Theodor Pröpper (* 26. Mai 1896 in Balve; † 31. Juli 1979 ebenda) war ein deutscher Komponist, Kirchenmusiker und Heimatdichter.

## Familie
Die Familie Pröpper stammte aus Beckum bei Balve, sein Vater war Anstreicher. Theodor Pröpper besuchte in Balve die Volksschule und machte danach eine Anstreicherlehre.
Theodor Pröpper war der Vater des Theologen Thomas Pröpper (1941–2015).

## Leben
Von 1912 bis 1914 lernte er an der Kirchenmusikschule in Paderborn. 1914 begann er die Organistentätigkeit in der Pfarrkirche St. Blasius in Balve.
Pröpper unterbrach seine Organistentätigkeit in Balve zwecks weiterer Studien an der Staatlichen Akademie der Tonkunst in München. Dort legte er – mit Auszeichnung – sein Examen bei dem Reger-Schüler Joseph Haas ab.
Neben dieser Ausbildung war er privater Kompositionsschüler von Gottfried Rüdinger. Nach dem Studium nahm er 1925 sein Kirchenmusikeramt in Balve wieder auf.
Nach dem Zweiten Weltkrieg wurde Pröpper am 7. Februar 1946 zum stellvertretenden Balver Bürgermeister gewählt. Im Jahre 1949 gehörte Pröpper zu den Mitbegründern der Gemeinschaft Balver Höhlenspiele.
Theodor Pröpper wurde auf dem Friedhof in Balve beigesetzt. Sein literarischer Nachlass befindet sich im Pfarrarchiv St. Blasius Balve.

## Bedeutung
Im Jahre 1921 gehörte er zu den Gründern der Balver Heimwacht und im gleichen Jahr mit Franz Hoffmeister zu den Gründern des Sauerländer Heimatbundes. Anlässlich der Gründung wurden im Jahr 1922 die ersten kulturellen Aufführungen in der Balver Höhle von ihm und Franz Hoffmeister organisiert.
Für die 1948 eingeführte Neufassung des Diözesangesangbuches für das Erzbistum Paderborn, Sursum Corda, erarbeitete er das Orgelbuch, das zwei Jahre später veröffentlicht wurde. 1953 ernannte der Erzbischof von Paderborn und spätere Kardinal Lorenz Jaeger ihn zum Kirchenmusikdirektor.

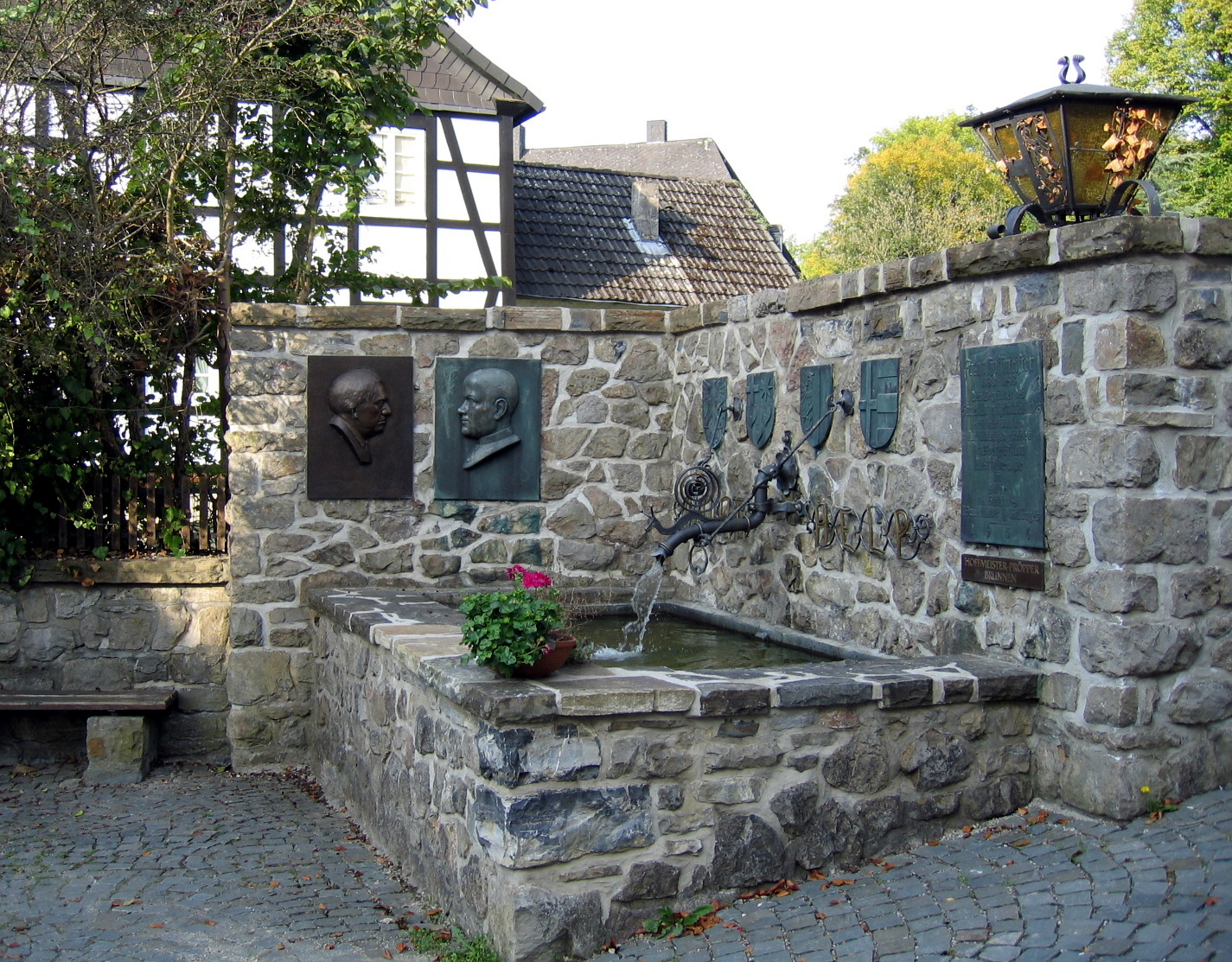
Hoffmeister-Pröpper-Brunnen in Balve

Pröpper gehörte von 1930 bis 1934 für das Zentrum der Gemeindevertretung der Stadt an. Als erklärter NS-Gegner wurde er von den Nationalsozialisten abgesetzt. Josefa Berens, die sich später den Künstlernamen „Berens-Totenohl“ gab und dem völkischen Sauerländischen Künstlerkreis (SKK) angehörte, hatte schon 1930 erklärt, dass Pröpper als einem katholischen „Heimatbund-Proleten“ sein „großes Maul gestopft“ werden müsse. Als dem Rat der Stadt Balve 1934 nur noch beratende Funktion zugestanden wurde, stellte er seine Mitarbeit im Rat ein. Als die Balver Heimwacht gleichgeschaltet wurde, legte er aus Protest 1934 den Vorsitz in der Heimwacht nieder und ließ das auch im Protokoll vermerken.
Nach dem Zweiten Weltkrieg gehörte er zu denjenigen, die sich unermüdlich dafür einsetzten, dass der Sauerländer Heimatbund im Sommer des Jahres 1950 wieder begründet wurde. "In den Folgejahren bemühte er sich nach Kräften, dem Heimatgedanken eine neue dauerhafte Fundierung zu verschaffen. Das war nicht einfach, denn für die einen verströmte der Heimatbegriff noch den üblen Ruch der Blut- und Bodenideologie, für die anderen galt er im Zuge der immer stärker werdenden Technikfaszination als Inbegriff von Rückständigkeit und Provinzialität. Pröpper redete und schrieb dagegen mit viel rhetorischem Temperament an, z. B. in einem Aufsatz Moderne Heimatpflege. Darin wendet er sich vor allem an die Jugend".

## Kompositionen und literarische Werke

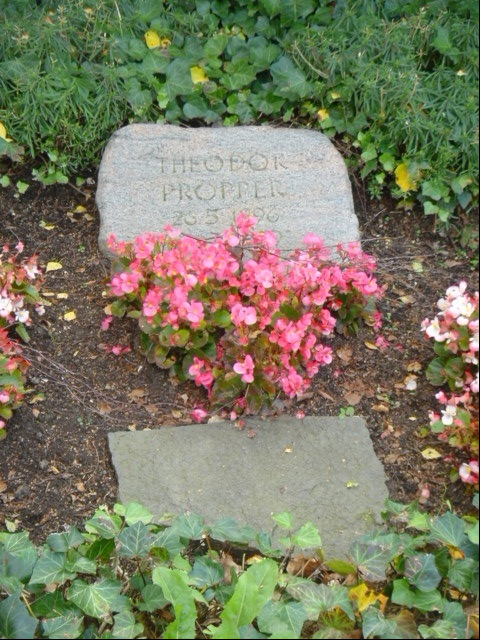
Grab auf dem Balver Friedhof

Viele der musikalischen Werke sind nur in unveröffentlichten Manuskripten erhalten und daher schwer zugänglich.
Sein Werkverzeichnis – bis einschließlich 1970 – umfasst 244 Titel (Musik und Schrifttum).
Musikalische und musiktheoretische Werke
- Orgelbuch zum Sursum Corda. Gebr. Zimmermann, Balve 1950.
- Klingemund. Sauerländisches Liederbuch. Gebr. Zimmermann, Balve 1960 (231 von Pröpper selbst getextete und vertonte Lieder, 89 davon in sauerländisch-plattdeutscher Sprache).
- Tu es Petrus (Opus 26; entstanden 1941)
- Musikalische Formenlehre. Bemerkungen zur Theorie der Musik – Kontrapunkt.
- Psalmengesang in der Volkssprache. Ein Beitrag zur Ulenberg-Renaissance. In: Musica sacra, Jg. 84 (1964), S. 56–64.

Literarische Werke
- Ich will hintreten zu Gott, der froh macht meine Jugend. Laumann, Dülmen 1938.
- Das Balver Zeitwendspiel (Chorisches Weihespiel). Gebr. Zimmermann, Balve 1949.
- Der leuchtende Bogen. Ein weihnachtliches Buch (Betrachtungen, Erzählungen und Gedichte zur Advents- und Weihnachtszeit). Gebr. Zimmermann, Balve 1959.
- Menschen aus Talfeld (Erzählungen). Gebr. Zimmermann, Balve 1959.
- Klang und Kunde (Gedichte). Gebr. Zimmermann, Balve 1965.
- Dai stumme Küönigin. Plattduitske Gedichte. Gebr. Zimmermann, Balve 1969.
- Impressionen (Gedichte). Gebr. Zimmermann, Balve 1971.

Heimatkundliche Werke
- Heimat und Leben. Variationen über ein altes Thema. Verlag der Hönne-Zeitung, Balve 1931.
- Im Schritt des Jahres. Heimatbuch. Sauerländische Buchgemeinde, Antefeld/Bestwig 1931.
- Franz Hoffmeister, der Wächter sauerländischen Volkstums. Leben und Werk. Ein Buch der Heimat. Verlag der Bonifacius-Druckerei, Paderborn 1949.
- Ein Tag ruft es dem andern zu – 100 Jahre Kirchenmusik der St.-Blasius-Kirche in Balve. Gebr. Zimmermann, Balve 1968.

## Tonträger
- Lieder aus dem Sauerland. Lebendige Heimat. LP mit acht Liedern von Georg Nellius und neun Liedern von Theodor Pröpper in sauerländisch-plattdeutscher Sprache, für Männerchor bearbeitet. Ausführende: MGV Eintracht Hachen und MGV Cäcilia Sundern, Leitung: Clemens Tolle. Fono Schallplattengesellschaft Münster, Katalog-Nr. LH 1001, ca. 1969.
- Tu es Petrus. CD, Welturaufführung der Kantate in der Balver Höhle am 7. September 1997 auf Initiative des Vereines Festspiele Balver Höhle. Ausführende: Märkisches Jugendsinfonieorchester und Oratorienchor Letmathe, Leitung: Gerhard Michalski. mpc records, Katalog-Nr. 58802002.
- Nun öffnet alle Tore weit! Lieder, Motetten und Orgelmusik zu Advent und Weihnachten.[3]
- Klingemund, Sauerländisches Liederbuch, eine Auswahl. Doppel-CD mit 37 Stücken aus "Klingemund", 28 davon auf Hochdeutsch, neun auf Sauerländisch-Plattdeutsch. Ausführende: Christian Miebach (Gesang), Hermann Jedowski (Klavier). Produktion: Markus Jedowski, Berlin 2019.

## Auszeichnungen
- 1961 wurde Theodor Pröpper zum Komtur des Gregorius-Ordens aus Anlass der Jubiläumsfeier des Päpstlichen Instituts für Kirchenmusik in Rom ernannt.
- Seine Heimatstadt ernannte ihn 1964 zum Ehrenbürger.
- 1966 wurde ihm das Bundesverdienstkreuz 1. Klasse verliehen.[8]
- 1974 erhielt er die Orlando-di-Lasso-Medaille des Allgemeinen Cäcilien-Verbands.